# دير القديسة مريم (القدس)
دير القديسة مريم دير مخصص للراهبات القبطيات الأرثوذكس يقع داخل أسوار البلدة القديمة لمدينة القدس، في حارة النصارى بجوار باب الجديد.